# Elena Gheorghe
Elena Gheorghe (* 30. července 1985 Clinceni) je rumunská zpěvačka arumunského původu. Je známá díky působení v popové skupině Mandinga a reprezentaci Rumunska na Eurovision Song Contest 2009 v Moskvě, kde s písní "The Balkan Girls" obsadila 19. místo. Během své sólové kariéry bodovala v evropských hitparádách se svými singly, především píseň "Disco Romancing" se dočkala úspěchu v hudebních žebříčcích zemí střední Evropy včetně České republiky a Slovenska.

## Biografie

### Počátky
Elena Gheorghe se narodila ve vesnici Clinceni blízko Bukurešti do rodiny kněze a folkové umělkyně. Je potomkem ortodoxních rumunských duchovních, zároveň byli jejími předky Arumuni a Makedonci.
Zpívat začala Elena ve třech letech, ve věku jedenácti začala docházet na hodiny zpěvu do Palatul Național al Copiilor.
V roce 2000 se dočkala prvního úspěchu, když se svou interpretací písně "One Moment In Time" od Whitney Houston obdržela cenu Medvídek na festivalu v Baia Mare. O rok později se zúčastnila festivalu Mamaia.

### Mandinga (2003–2006)
Počátkem roku 2003 se Elena stala zpěvačkou latin popové skupiny Mandinga. V červnu s formací vydala první album ...De Corazón a o několik měsíců později se skupina se singlem "My Sun" zúčastnila národního kola do Eurovize 2005. Obsadili až čtvrté místo, ovšem píseň obdržela za úspěšné prodeje zlatou desku.

V lednu 2006 Gheorghe založila vlastní taneční školu Passitos a zanedlouho vystoupila z Mandingy. Začala se věnovat sólové kariéře, s níž jí pomohl nový producent Laurențiu Duță.

### Sólová kariéra (2006–2008)
V červnu 2006 Elena vydala debutové sólové album ''Vocea Ta. V březnu následujícího roku byla nominována rádiem România Actualitați na nejlepší singl a nejlepšího rumunského umělce (v této kategorii zvítězila).
Na udílení rumunských hudebních cen následně získala ocenění za nejlepší singl roku 2007 (píseň "Ochii Tai Caprui").

### Eurovision Song Contest 2009

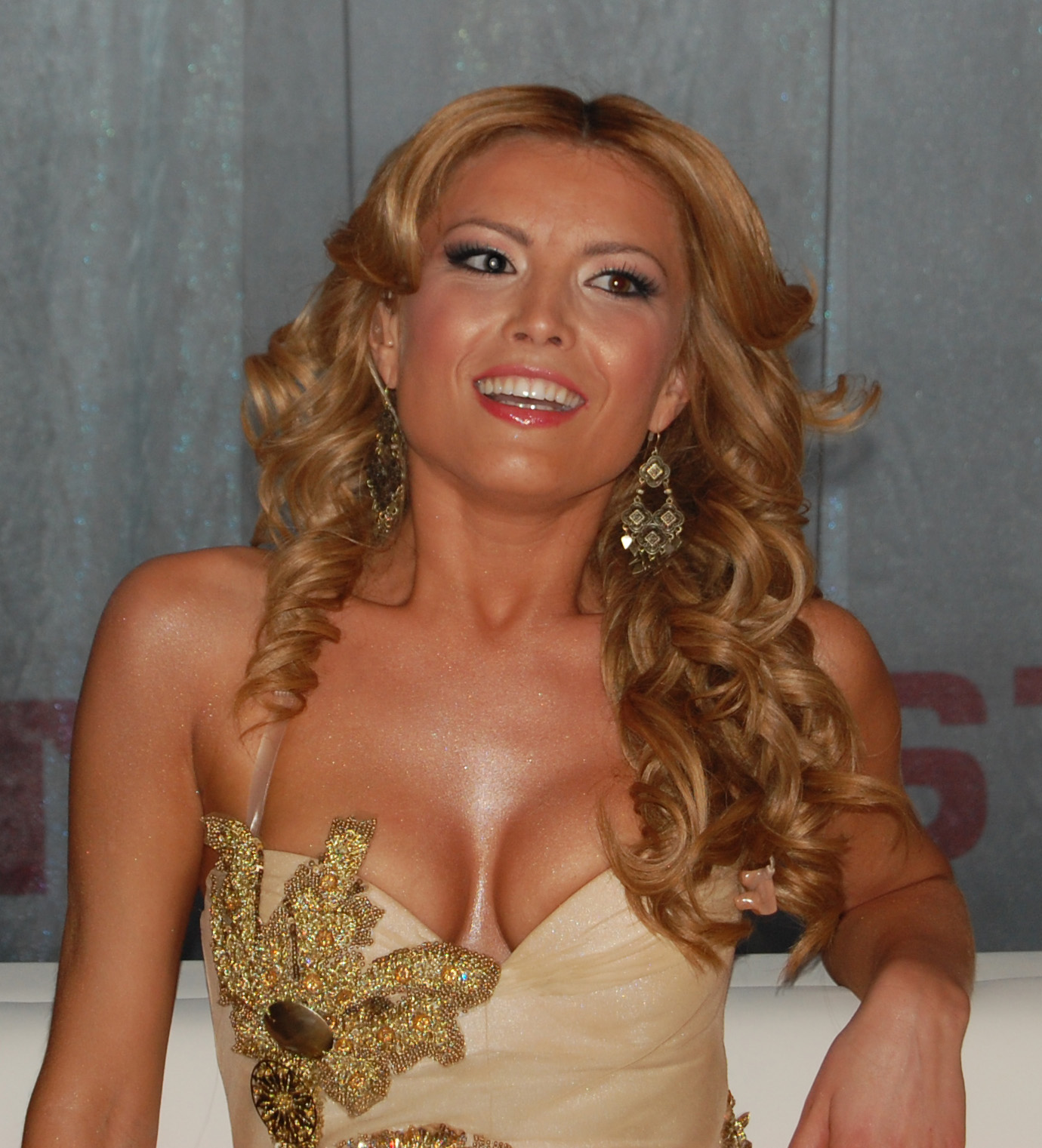
Elena Gheorghe v semifinále Eurovize 2009 v Moskvě

Koncem roku 2008 producent Laurențiu Duță nabídl Eleně účast v národním kole Rumunska do Eurovize 2009. S písní "The Balkan Girls" se zúčastnila druhého semifinálového výběru, odkud postoupila do finále. Zde 31. ledna 2009 obdržela druhé místo od diváků a první místo od poroty, díky čemuž zvítězila.
 Od února následně cestovala po Evropě a propagovala svůj singl, který se zatím dostal na první místo rumunské hitparády a probojovala se i do oficiálních žebříčků Spojeného království.

12. května Elena vystoupila v prvním semifinálovém kole Eurovize v Moskvě. Jelikož se dostala mezi deset nejúspěšnějších semifinalistů (obsadila deváté místo s 67 body), postoupila do finále, kde 16. května obdržela 40 bodů a devatenácté místo. Nejvyšší dvanáctibodové umístění získala z Moldavska.

### Popularita v Evropě a mateřství (2010–)
Po vystoupení na Eurovizi Gheorghe postupně vydala několik evropsky úspěšných singlů. Zaujala především píseň "Disco Romancing", která se stala hitem v Rumunsku a Maďarsku a dostala se do hitparád v České republice, Nizozemsku, Polsku, Spojeném království a na Slovensku.
Následný singl "Midnight Sun" byl kromě Rumunska velmi úspěšný právě v nizozemské hitparádě.

## Osobní život
V létě 2011 Gheorghe oznámila zásnuby se svým producentem. Před Vánoci se stala matkou chlapce Nicolase.

## Diskografie

### Sólová alba
- 2006 Vocea Ta
- 2008 Lilicea Vreariei
- 2008 Te Ador
- 2012 Disco Romancing

### Singly
| "Vocea ta"                                              | 2006 | 8  | —  | —  | —   | Vocea ta        |
| "Ochii tăi căprui"                                      | 2007 | 21 | —  | —  | —   | Vocea ta        |
| "Te ador"                                               | 2008 | 24 | —  | —  | —   | Te ador         |
| "Până la stele"                                         | 2008 | —  | —  | —  | —   | Te ador         |
| "The Balkan Girls"                                      | 2009 | 1  | —  | —  | 172 | Te ador         |
| "Disco Romancing"                                       | 2010 | 1  | 19 | 24 | 199 | Disco Romancing |
| "Midnight Sun"                                          | 2010 | 5  | 9  | 61 | —   | Disco Romancing |
| "Hot Girls" (& Dony)                                    | 2011 | 12 | —  | 35 | —   | Disco Romancing |
| "Your Captain Tonight"                                  | 2011 | 25 | —  | 38 | —   | Disco Romancing |
| "Amar tu Vida"                                          | 2012 | —  | —  | —  | —   | Disco Romancing |
| "Hypnotic"                                              | 2012 | —  | —  | —  | —   | Disco Romancing |
| "Ecou" (& Glance)                                       | 2013 | 18 | —  | —  | —   | Disco Romancing |
| "—" znamená, že píseň nebyla vydána nebo se neumístila. |      |    |    |    |     | Disco Romancing |